# Лермантов, Владимир Владимирович
Влади́мир Влади́мирович Ле́рмантов (3 (15) ноября 1845, Санкт-Петербург — 4 января 1919, Петроград) — русский физик-экспериментатор и педагог.

## Биография
Родился в Санкт-Петербурге в 1845 году. Сын отставного генерал-майора Владимира Николаевича Лермантова (1796—1872), инспектора Института Корпуса инженеров путей сообщения, героя Отечественной войны 1812 года, принадлежавшего к Острожниковской линии рода Лермонтовых. Мать В. В. Лермантова — Елизавета Николаевна, урождённая Дубенская, дочь сенатора Николая Порфирьевича Дубенского.
В 1861 году поступил в 6-й класс 5-й Санкт-Петербургской гимназии, курс которой он окончил в 1863 году и поступил на математическое отделение физико-математического факультета Санкт-Петербургского университета.
В 1868 году окончил университет с получением степени кандидата. В 1870 году по представлению Ф. Ф. Петрушевского стал лаборантом (ассистентом) при физическом кабинете (учебной физической лаборатории, созданной Петрушевским в 1865 году, впервые в России и раньше, чем где-либо за границей) и в течение всей жизни работал в этой должности, занимаясь экспериментальной физикой. Лермантов много работал над созданием новых физических учебных и демонстрационных приборов, сконструировав их более 100; некоторые из них использовались ещё в 1950-х годах. Многие из этих приборов экспонировались на выставках и научных съездах в России и за границей. На выставке Первого конгресса электриков в 1881 году в Париже Лермантову была присуждена серебряная медаль. Он принимал значительное участие и в создании приборов для исследовательских работ.
Поместил в «Журнале Русского физико-химического общества» статьи: «Фотографический процесс» (1877), «О химическом и фотографическом действии света» (1879), где впервые (за 15-20 лет до аналогичных работ зарубежных физико-химиков) высказал догадку, что скрытое фотографическое изображение состоит из центров металлического серебра, которые образуются в объёме микрокристаллов галогенида серебра. Электрохимическая («гальванопластическая») теория Лермантова была подтверждена в 1882 году экспериментами его сотрудника, Н. Н. Хамонтова.

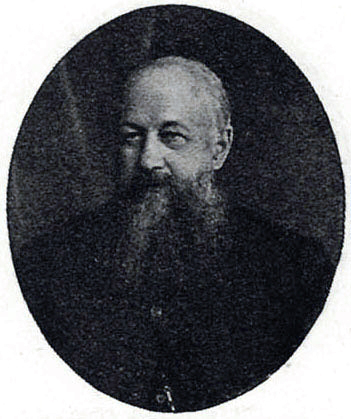

Ещё одна его важная работа, изданная в ЖРФХО, — «Об увеличении при измерении углов по способу Гаусса» (1890). Отдельно издал ценные пособия: «Объяснения практических работ по физике» (СПб., 3 выпуска, 1908—1912; дополнительный выпуск: «Высшая математика для нематематиков», ib., 1904); «Методика физики и содержание приборов в исправности» (ib., 1907). В 1892 году совместно с Д. И. Дьяконовым издал «Руководство к обработке стекла на паяльном столе» (1892), которое выдержало три переиздания на русском языке (последнее в 1924 г.) и было переведено на немецкий язык (1895). Опубликовал ряд обзоров о работах российских физиков в «Journal de Physique» (Франция).
Напечатал свыше 50 крупных статей по вопросам приборов экспериментальной физики и различным ремёслам в Энциклопедическом словаре Брокгауза и Ефрона под псевдонимом [В. Л.] (см. s:Категория:Словарные статьи Владимира Владимировича Лермантова).
В 1894, оставаясь ассистентом физической лаборатории, начал читать приват-доцентский курс «Введение к практическим занятиям по физике». В 1904 году, после 35 лет работы, был отчислен из штата, однако оставался внештатным лаборантом ещё 10 лет, до 1914 года.
Разработал оригинальную систему педагогических взглядов, направленную на практический характер обучения школьников и студентов. Издал «Курс применимой алгебры» (1900; 2-е изд. 1911), где была отражена эта позиция.
Был одним из организаторов Физического общества (позже Физического отделения РФХО), созданного в 1872 г. при Петербургском университете. Много лет избирался на пост делопроизводителя (учёного секретаря) Общества (1874—1877), казначея Физического отделения РФХО (1878—1906), был членом совета Физического отделения и членом совета самого РФХО, принимал участие в многочисленных комиссиях Общества.
Имел большой круг знакомых среди учёных-современников, был в дружеских отношениях с П. Л. Чебышевым, Д. И. Менделеевым, П. Н. Лебедевым, Н. Г. Егоровым и многими другими.
Скончался в 1919 году, похоронен на Волковском кладбище.

## Семья
Сестра: Мария Владимировна Лермантова (1840—1916).
Жена: Екатерина Антоновна Лермантова (?—1941).
Дети:
- Елизавета Владимировна Лермонтова (Тыжнова)[5].
- Надежда Владимировна Лермонтова (1886—1921[6]), художник-экспрессионист[5].
- Владимир Владимирович Лермонтов (1887[7]—1941) физик-электронщик, сотрудник Л. С. Термена[5].
- Екатерина Владимировна Лермонтова (1889—1942) палеонтолог, одна из первых женщин-геологов[5].
- Александра Владимировна Лермонтова (1892—1964)[3], физик-спектроскопист, жена известного физика В. А. Фока[3].